# Zaangażowanie pracowników
Zaangażowanie pracowników – zarządzanie zaangażowaniem pracownika to podejście w zarządzaniu biznesem, bazujące na uwzględnieniu wpływu angażowania się pracownika w działanie na rzecz organizacji na politykę personalną, politykę rozwoju organizacji oraz produktywność przedsiębiorstwa.
Pracownik zaangażowany to taki, który koncentruje się na swojej pracy, jest entuzjastycznie nastawiony do jej wykonywania oraz realizuje, bądź przekracza stawiane przed nim cele biznesowe, działając w interesie przedsiębiorstwa.
Ciekawe podejście do zagadnienia zaangażowania w pracę prezentują Schaufeli i wsp.. Zauważają oni, że zaangażowanie w pracę (work engagement) to pozytywny stan umysłu pracownika, który charakteryzowany jest przez doświadczanie w pracy wigoru, zaabsorbowania i oddania się pracy.
Wigor (vigor) dotyczy doświadczania podczas pracy uczucia przypływu energii oraz odporności na zmęczenie fizyczne i psychiczne.
Oddanie się pracy (dedication), dotyczy przekonania, że praca ma znaczenie a jej wykonywanie jest ważne i może napawać dumą.
Zaabsorbowanie pracą (absorbtion) dotyczy doświadczania podczas pracy pełnej koncentracji na wykonywanych zadaniach czemu towarzyszyć może poczucie szybkiego upływu czasu.
Podejście prezentowane przez Schaufeliego i wsp. zasługuje na uwagę głównie dlatego, iż jako jedno z niewielu osadza zaangażowanie w pracę w szerszym modelu teoretycznym w ramach teorii Job Demand-Resource. Co więcej, wydaje się być bardziej klarowne niż opisane niżej podejście prezentowane przez Instytut Gallupa. W badaniach prowadzonych przez Gallupa wskaźnikiem zaangażowania jest de facto poziom satysfakcji z pracy, co czyni satysfakcję z pracy i zaangażowanie w pracę pojęciami jednoznacznymi. Tymczasem Schaufeli i wsp. wyraźnie oddzielają zaangażowanie od satysfakcji z pracy. Satysfakcja z pracy może być tu postrzegana jako poznawcza ocena pracy, podczas gdy zaangażowanie w pracę to stan, jakiego doświadcza się podczas pracy.

## Charakterystyka oceny
Zgodnie z metodologią Scarlett Surveys International „Zaangażowanie pracownika to mierzalny poziom pozytywnego lub negatywnego przywiązania do pracy, współpracowników i organizacji, który wpływa na uczenie się i wysokie osiągnięcia w pracy”.
Podstawy teoretyczne związane z zaangażowaniem pracowniczym:
- Harter i Schmidt (2003) – wpływ zaangażowania na wyniki organizacji
- Schmidt (2002) – zaangażowanie wpływające na poziom rotacji i satysfakcję pracowników
- Meyer i Allen (1991) – przywiązanie do organizacji

## Pomiar zaangażowania pracowników
Zaangażowanie mierzy się w trzech wymiarach:
- Kultura – zaangażowania związane z funkcjonowaniem w kulturze organizacyjnej, w pewnym klimacie organizacyjnym. Przywiązanie do stylu przywództwa, wizji, misji i wartości firmy, komunikacji, strategii działania i polityki personalnej
- Współpraca – zaangażowanie oparte na wzajemnych relacjach w organizacji (z przełożonymi, ze współpracownikami), chęć do współdziałania w grupie na rzecz osiągnięcia celów organizacji
- Przyjmowanie odpowiedzialności – zaangażowanie związane z podejmowania inicjatywy, wzięcia odpowiedzialności za działanie i poczucie wpływu na kształtowanie rzeczywistości oraz lojalność względem organizacji.

## Badanie zaangażowania
Jedną z metod pomiaru poziomu zaangażowania w organizacji jest przeprowadzenie badania zaangażowania pracowników. W badaniu sprawdza się poziom ogólnego poczucia satysfakcji z pracy. Formularz ankiety bazuje na dwunastu pytaniach opracowanych przez Instytut Gallupa, zwanych „pytaniami Gallupa”.
Instytut wykazuje silne powiązanie pomiędzy dobrym samopoczuciem pracownika w miejscu pracy (warunki emocjonalne i materialne, benefity pracownicze) oraz umową psychologiczną na poziomie emocjonalnym (produktywność, wewnętrzna motywacja do wysiłku, przywiązanie do firmy) pomiędzy pracownikiem a pracodawcą.

### Pytania Gallupa
1. Czy wiem, czego oczekują ode mnie w pracy?
Pytanie o jasny opis odpowiedzialności i zakres zadań.
2. Czy mam do dyspozycji odpowiednie narzędzia?
Pytanie o dostępność infrastruktury, dostępu do technologii, która umożliwia wykorzystanie wiedzy.
3. Czy codziennie robię to, co potrafię najlepiej?
Pytanie o dopasowanie umiejętności indywidualnych do umiejętności wymaganych na danym stanowisku.
4. Czy w pracy liczy się moje zdanie?
Pytanie o poczucie wywierania wpływu na rzeczywistość.
5. Czy szefowi lub komuś innemu na mnie zależy?
Pytanie o źródła motywacji w innych osobach, o osoby, z najbliższego otoczenia, które zachęcają nas do kontynuowania pracy.
6. Czy w ciągu ostatnich siedmiu dni zostałem doceniony?
Pytanie o docenienie w formie nagrody materialnej np. przyznanie premii, nagrody miesięcznej, rocznej oraz uznania np. pochwała, pozytywny komentarz, drobne podziękowanie.
7. Czy ktoś zachęca mnie, bym się rozwijał?
Źródła wpierające motywację do rozwoju, tworzenia impulsów do podejmowania nowych wyzwań.
8. Czy mam poczucie, że moja praca jest ważna?
Pytanie o sens pracy, o wpływ pracy na cały proces tworzenia wartości w danej firmie.
9. Czy znalazłem w pracy mojego najlepszego przyjaciela?
Często pytanie mówi o „dobrym znajomym”, osobie, której nie traktuje się jedynie jako współpracownika, ale również jako osobę, z którą nawiązuje się przyjacielskie relacje pozazawodowe.
10. Czy moim współpracownikom zależy, by pracować jak najlepiej?
Pytanie o ogólną atmosferę w otoczeniu, a co za tym idzie potencjał zdobywania motywacji lub demotywowanie się samym przebywanie wśród osób o określonym nastawieniu.
11. Czy mam w pracy możliwość dokształcania się i rozwoju?
Rozwój interpretowany jest jako dostęp do szkoleń, projekty, dostęp do metod takich jak coaching, mentoring, dostęp do unikalnej wiedzy, zwiększanie odpowiedzialności na stanowisku, realizowanie zadań, które wymagają testowania nowych umiejętności.
12. Czy w ciągu ostatnich sześciu miesięcy ktoś ze mną rozmawiał o moich postępach i ścieżce rozwoju?
Dostęp do sformalizowanych (np. podsumowanie celów rocznych, rozmowa półroczna) lub mniej formalne (np. rozmowa z przełożonym) sposobów na zmierzenie efektywności, poznanie opinii otoczenia na temat swojej pracy i planów/ oczekiwań rozwojowych.
Odpowiedzi tak lub nie są anonimowe i służą do wskazania obszarów do potencjalnych usprawnień. Odpowiedzi są udzielane na poziomie spostrzeżeń i deklaracji.
Im więcej odpowiedzi twierdzących, tym większe potwierdzenie zaangażowania pracowników i tym mniejsze prawdopodobieństwo na odejście pracownika wynikające z jego decyzji.
Zaletą 12 pytań Gallupa jest możliwość użycia ich w różnej wielkości przedsiębiorstwach.
Coraz popularniejszym trendem w pomiarze zaangażowania pracowników jest wykorzystywanie modeli psychologii pozytywnej.
Przeciwnością pracownika zaangażowanego jest „pracownik zombi”. Pracownik taki obniża morale współpracowników oraz generuje koszty dla pracodawcy.
Kwestionariusz UWES
Innym sposobem pomiaru zaangażowania w pracę jest kwestionariusz Praca i Samopoczucie UWES (Utrecht Work Engagement Scale) Dostępny w polskiej wersji językowej na stronie autora: http://www.wilmarschaufeli.nl. Kwestionariusz mierzy zaangażowanie w ujęciu prezentowanym przez Schaufeliego i wsp. Przeprowadzono również pilotażowe badania dotyczące trafności i rzetelności polskiej wersji kwestionariusza UWES